# 레드스톰
《레드스톰》은 매주 토요일 글작가 노경찬, 그림작가 암현이 카카오 웹툰에서 연재하는 웹툰이다. 동명 소설인 레드스톰을 웹툰 형식으로 제작한 작품이다. 1부 작품 《레드스톰》은 2012년부터 2020년까지, 2부 작품인 《레드스톰-왕의귀환》은 2025년부터 연재 중이다.

## 등장인물

### 파레이아 부족
- 율리안
- 페레
- 오르카
- 하이샤
- 스린트
- 슈베온

### 사일런스 제국
- 샤오네 뷰리 사일런스
- 사오네 사일런스

### 로지니 왕국
- 아이젠 폰 데비앙

### 이나마 제국
- 마르둥